# الكم الأحمر (مسلسل)
الكم الأحمر (بالكورية: 옷소매 붉은 끝동)؛ هو مسلسل تلفزيوني تاريخي كوري جنوبي، تم بثه على قناة إم بي سي يومي الجمعة والسبت الساعة 22:00 (KST) من تاريخ 12 نوفمبر 2021 إلى 1 يناير 2022 لمدة 17 حلقة.

## القصة
تدور أحداث الدراما قصة رومانسية في البلاط الملكي بين ملك جوسون الذي يعتقد أن واجبه تجاه بلده أولاً ثم الحب، وسيدة بلاط تريد حماية الحياة التي اختارتها. 

## بطولة
- لي جون هو في دور يي سان، لاحقًا الملك جيونجو.[8]

حفيد الملك يونغجو المتغطرس، إنه يسعى باستمرار ليصبح ملكًا خيرًا ، لكن وفاة والده تركت صدمة عاطفية في قلبه. 
- لي سي يونغ بدور سيونغ دوك إم.[10]

سيدة محكمة تريد أن تعيش الحياة التي تختارها، بدلاً من واحدة من العديد من سيدات البلاط اللاتي يطلق عليهن نساء الملك. 
- كانغ هون في دور هونغ دوك رو.[11]

أمين مكتبة يخفي شخصيته الباردة تحت مظهره الحنون.

## المشاهدات
| الموسم | الموسم | رقم الحلقة | رقم الحلقة | رقم الحلقة | رقم الحلقة | رقم الحلقة | رقم الحلقة | رقم الحلقة | رقم الحلقة | رقم الحلقة | رقم الحلقة | رقم الحلقة | رقم الحلقة | رقم الحلقة | رقم الحلقة | رقم الحلقة | رقم الحلقة | رقم الحلقة | المتوسط     |
| الموسم | الموسم | 1          | 2          | 3          | 4          | 5          | 6          | 7          | 8          | 9          | 10         | 11         | 12         | 13         | 14         | 15         | 16         | 17         | المتوسط     |
| ------ | ------ | ---------- | ---------- | ---------- | ---------- | ---------- | ---------- | ---------- | ---------- | ---------- | ---------- | ---------- | ---------- | ---------- | ---------- | ---------- | ---------- | ---------- | ----------- |
|        | 1      | 0.992      | 1.111      | 1.308      | 1.417      | 1.501      | 1.696      | 1.937      | 1.998      | 1.930      | 1.918      | 2.242      | 2.522      | 2.399      | 2.516      | 2.749      | 3,534      | 3.668      | ستُعلن لاحقًا |

وفقا لنيلسن كوريا، فقد حطمت الحلقة الأخيرة رقماً قياسيا بنسبة 17.4% بحوالي 3.6 مليون مشاهدة، لتصبح ضمن انجح الأعمال الدراميه لهذا العام والأعلى تصنيفًا لقناة ام بي سي خلال ركود ثلاث سنوات، كما تجاوزت مشاهداتها مسلسل شمس سوداء، وسائق سيارة أجره، احتل المسلسل المرتبة 22 في قائمة أعلى 50 دراما مشاهدة ''بالمليون" على قناة عامة (القائمة لا تشمل مسلسلات قبل عام 2018).
| الحلقة | تاريخ البث      | متوسط حصة الجمهور | متوسط حصة الجمهور | متوسط حصة الجمهور |
| الحلقة | تاريخ البث      | AGB Nielsen       | AGB Nielsen       | TNmS              |
| الحلقة | تاريخ البث      | على الصعيد الوطني | سيئول             | على الصعيد الوطني |
| ------ | --------------- | ----------------- | ----------------- | ----------------- |
| 1      | 12 نوفمبر 2021  | 5.7%              | 5.7%              | غير متاح          |
| 2      | 13 نوفمبر 2021  | 5.6%              | 5.2%              | 4.8%              |
| 3      | 19 نوفمبر 2021  | 7.0%              | 6.3%              | 6.6%              |
| 4      | 20 نوفمبر 2021  | 7.5%              | 7.6%              | 6.3%              |
| 5      | 26 نوفمبر 2021  | 8.8%              | 8.1%              | 6.7%              |
| 6      | 27 نوفمبر 2021  | 9.4%              | 8.5%              | —                 |
| 7      | 3 ديسمبر 2021   | 10.7%             | 10.5%             | —                 |
| 8      | 4 ديسمبر 2021   | 10.5%             | 10.3%             | 7.8%              |
| 9      | 10 ديسمبر 2021  | 10.9%             | 10.9%             | غ/م               |
| 10     | 11 ديسمبر 2021  | 10.2%             | 10.2%             | 9.1%              |
| 11     | 17 ديسمبر 2021  | 12.8%             | 12.7              | 10.8%%            |
| 12     | 18 ديسمبر 2021  | 13.3%             | 13.6%             | 10.2%             |
| 13     | 24 ديسمبر 2021  | 12.8%             | 12.8%             | 10.8%             |
| 14     | 25 ديسمبر 2021. | 13.0%             | 12.7%             | —                 |
| 15     | 25 ديسمبر 2021. | 14.3%             | 13.8%             | —                 |
| 16     | 1 يناير 2022    | 17.0%             | 16.4%             | —                 |
| 17     | 1 يناير 2022    | 17.4%             | 16.8%             | —                 |
| المعدل | المعدل          | 11%               | 10.7%             | -                 |

## الجوائز والترشيحات
| عام  | حفل توزيع الجوائز     | الفئة                   | الرشح                  | نتيجة |
| ---- | --------------------- | ----------------------- | ---------------------- | ----- |
| 2021 | جوائز ام بي سي لدراما | جائزة أفضل ممثل جديد    | كانغ هوون              | فوز   |
| 2021 | جوائز ام بي سي لدراما | جائزة أفضل ممثلة مساعدة | جانغ هي جين            | فوز   |
| 2021 | جوائز ام بي سي لدراما | جائزة كاتب السيناريو    | جونغ هاي ري            | فوز   |
| 2021 | جوائز ام بي سي لدراما | جائزة أفضل إنجاز        | لي ديوك هوا            | فوز   |
| 2021 | جوائز ام بي سي لدراما | جائزة أفضل ثنائي        | لى جون هو و لي سي يونغ | فوز   |
| 2021 | جوائز ام بي سي لدراما | جائزة التمثيل المتميز   | كانغ هوون              | رُشِّح   |
| 2021 | جوائز ام بي سي لدراما | جائزة التميز            | بارك جي يونغ           | رُشِّح   |
| 2021 | جوائز ام بي سي لدراما | جائزة التميز الأعلى     | لي جون هو              | فوز   |
| 2021 | جوائز ام بي سي لدراما | جائزة التمييز الاعلى    | لي سي يونغ             | فوز   |
| 2021 | جوائز ام بي سي لدراما | جائزة دراما العام       | الاكمام الحمراء        | فوز   |

## الإنتاج
- يمثل المسلسل أول مشروع تمثيلي لـ لي جون هو بعد خدمته العسكرية.[10]
- عُرضت الأدوار الرئيسية لأول مرة على كيم كيونغ نام ، بارك هاي سوو.[22][23]
- عُقدت القراءة الأولى للسيناريو في مايو 2021.[24]

### التصوير
أعلن ان التصوير بدأ في مايو 2021، واستمر التصوير قرابة سبعة أشهر حتى 21 ديسمبر.

## روابط خارجية
- (بالكورية)
- الكم الأحمر  في قاعدة بيانات الأفلام على الإنترنت (بالإنجليزية)
- الكم الأحمر على هانسينما